# نشان رسمی سودان
نشان رسمی سودان، در سال ۱۹۸۵ به تصویب رسید.

## طراحی
از آنجا که این نماد ملی از قوانین نشان‌شناسی پیروی می‌کند، می‌توان آن را نشان ملی در نظر گرفت.
نشان یک مرغ دبیر را که سپری به همراه دارد و دو نوار در بالا و پایین پرنده نشان می‌دهد. نوار بالا نشان‌دهنده شعار ملی، «النصر لنا» (پیروزی از آن ماست)، و نوار پایین نشان‌دهنده عنوان دولت، «جمهوریة السودان» (جمهوری سودان) است.
این نشان همچنین مهر ریاست جمهوری است و به رنگ طلایی بر روی پرچم رئیس‌جمهور سودان و خودروهای حامل رئیس‌جمهور و در محل اقامت وی یافت می‌شود.
مرغ دبیر به‌عنوان گونه‌ای کاملاً سودانی و بومی از «عقاب صلاح‌الدین» و «شاهین قریش» که در نمادهای برخی از کشورهای عربی دیده می‌شود و با ملی‌گرایی عربی مرتبط است انتخاب شد (به نشان ملی مصر مراجعه کنید).